# Paul Tant
Paul Tant (Kruishoutem, 4 april 1945 – aldaar, 28 februari 2014) was een Belgische politicus van CD&V en diens voorloper de CVP.

## Biografie
Paul Tant voltooide in 1967 een opleiding tot maatschappelijk assistent en behaalde in 1974 het diploma van licentiaat in de staats- en de sociale wetenschappen aan de Rijksuniversiteit Gent. Na zijn studies werd hij tot in 1981 docent in sociaal werk en staats- en administratief recht aan het Instituut voor Psychosociale Opleiding in Kortrijk.
Hij engageerde zich binnen de CVP-afdeling van Kruishoutem. Als pas verkozen gemeenteraadslid werd Tant er in januari 1977 burgemeester. Hij vervulde deze functie tot in 2009 en was daarna nog tot aan zijn afscheid van de lokale politiek in 2011 voorzitter van de gemeenteraad.
In november 1981 werd Tant voor het arrondissement Oudenaarde verkozen in de Kamer van volksvertegenwoordigers, waar hij zetelde tot hij in december 1987 niet herkozen werd. Hij maakte deel uit van de commissies Binnenlandse Zaken, Openbaar Ambt en Algemene Zaken en Herziening van de Grondwet en Institutionele Hervormingen. Hij was vervolgens van 1988 tot 1989 attaché op het kabinet van premier Wilfried Martens en werd in mei 1989 aangeduid als gecoöpteerd senator, een functie die hij bekleedde tot in november 1991. In de Senaat was hij lid van de commissies Binnenlandse Aangelegenheden en Buitenlandse Handel. Daarna was Tant van november 1991 tot juni 2007 opnieuw lid van de Kamer, tot 1995 voor het arrondissement Oudenaarde, daarna tot 2003 voor de kieskring Aalst-Oudenaarde en ten slotte tot 2007 voor de kieskring Oost-Vlaanderen. Hij ging opnieuw zetelen in de commissies Binnenlandse Zaken (tot 1995) en Herziening van de Grondwet (tot 1999 en opnieuw van 2004 tot 2007).
Als parlementslid hield Tant talloze tussenkomsten bij de bespreking van wetsontwerpen en -voorstellen, onder andere met betrekking tot intercommunales en de werking van de lokale politie, en bij debatten over institutionele en bestuurlijke hervormingen. Ook nam hij initiatieven tot beteugeling van politieke overloperij op gemeentelijk niveau en had hij aandacht voor dossiers rond land- en tuinbouw, waarbij hij bijvoorbeeld een verlaging van het btw-tarief voor serreteelt wist te verkrijgen. Bij de verkiezingen van juni 2007 kwam Tant niet meer op om zich toe te leggen op zijn functie als burgemeester.
Van september 1993 tot juli 1999 was Tant CVP-fractieleider in de Kamer en van juli 1999 tot juni 2007 was hij ondervoorzitter van de Kamer. Voorts was hij van 1999 tot 2003 voorzitter en van 2003 tot 2004 ondervoorzitter van de commissie Binnenlandse Zaken, Openbaar Ambt en Algemene Zaken en van 2003 tot 2007 voorzitter van de commissie Bedrijfsleven, Wetenschapsbeleid, Onderwijs, Nationale Wetenschappelijke en Culturele Instellingen, Middenstand en Landbouw.
In de periode december 1981-december 1987, en opnieuw van januari 1992 tot mei 1995, had hij als gevolg van het toen bestaande dubbelmandaat ook zitting in de Vlaamse Raad. De Vlaamse Raad was vanaf 21 oktober 1980 de opvolger van de Cultuurraad voor de Nederlandse Cultuurgemeenschap, die op 7 december 1971 werd geïnstalleerd, en was de voorloper van het huidige Vlaams Parlement. In de Vlaamse Raad maakte Tant deel uit van de commissies Ondergeschikte Besturen (1982-1983), Taaldecreetgeving (1982-1985), Binnenlandse Aangelegenheden (1983-1987) en Financiën en Begroting (1985-1987) en was hij van 1992 tot 1993 ondervoorzitter van de commissie Binnenlandse Aangelegenheden en Openbaar Ambt.
Tant overleed in februari 2014 op 68-jarige leeftijd aan kanker.